# Ikram Jabry
Ikram Jabry, née le 5 avril 1999, est une joueuse marocaine de volley-ball.

## Carrière
Elle est sixième du Championnat d'Afrique féminin de volley-ball 2019 puis remporte la médaille de bronze des Jeux africains de 2019 avec l'équipe du Maroc féminine de volley-ball.